# Gammarinema cambari
Gammarinema cambari är en rundmaskart som först beskrevs av Allen 1933.  Gammarinema cambari ingår i släktet Gammarinema och familjen Monhysteridae. Inga underarter finns listade i Catalogue of Life.